# Hannah Barnes
Hannah Barnes (Tunbridge Wells, 4 de mayo de 1993) es una ciclista profesional británica. Comenzó destacando en el ciclocrós -campeona juvenil de Gran Bretaña 2011- y en el ciclismo en pista -3.ª en puntuación y persecución 2012- mientras a su vez también obtuvo desde el 2008 victorias en carreras amateurs de Gran Bretaña de ciclismo en ruta participando en el Campeonato Europeo en Ruta Juvenil -6.ª en la contrarreloj y 16.ª en la prueba en ruta-. Ello la sirvió para debutar como profesional en 2012 y desde 2014 de forma definitiva obteniendo varias victorias en el ciclismo en ruta.
Su hermana menor, Alice, también es ciclista y en 2016 comenzó a ser profesional. Esta se dedica principalmente al ciclismo de montaña.

## Trayectoria profesional
Su primera victoria profesional la obtuvo con solo 15 años en el Ciclocrós de Leicestershire aunque ya en el 2008, con solo 14 años, logró su primera victoria de ciclismo en ruta pero esta vez amateur. En 2011 se hizo con el Campeonato de Gran Bretaña Contrarreloj y participó en el Campeonato Europeo y Mundial en categoría juvenil tanto contrarreloj como en ruta -sus mejores resultados fueron en el campeonato europeo- 6.ª en la contrarreloj y 16.ª en la prueba en ruta-.
Ello la dio la opción de debutar como profesional en 2012, corriendo diversas carreras internacionales, pero la desaparición del equipo produjo que tuviese que volver al campo aficionado en 2013. En 2013 ganó diversas carreras amateurs de ciclismo en ruta en Gran Bretaña e Irlanda y abandonó definitivamente las otras modalidades. Gracias a esas victorias consiguió de nuevo en 2014 volver al profesionalismo y obtuvo su primera victoria profesional al hacerse con la 1.ª etapa del Tour Femenino de San Luis. Durante ese año también destacó ganando carreras amateurs en Estados Unidos -su nuevo equipo era estadounidense, el UnitedHealthcare-. En 2015 tuvo una trayectoria muy similar a la que se añadió una victoria en profesional en Estados Unidos, -una etapa en el Tour de Gila y una otra etapa en la carrera de su país, en elThe Women's Tour-.
En 2016 cambió de equipo y fichó por el conjunto alemán del Canyon-SRAM Racing.

## Palmarés

### Ciclocrós
2009 (como amateur)
- Ciclocrós de Leicestershire

### Pista
2012
- 3.ª en el Campeonato de Gran Bretaña Puntuación
- 3.ª en el Campeonato de Gran Bretaña Persecución

### Carretera
2014
- 1 etapa del Tour Femenino de San Luis

2015
- Gran Premio San Luis Femenino
- 2 etapas del Tour Femenino de San Luis
- 1 etapa del Tour de Gila
- 1 etapa del The Women's Tour

2016
- Campeonato del Reino Unido en Ruta

2017
- 2.ª en el Campeonato del Reino Unido Contrarreloj
- 3.ª en el Campeonato del Reino Unido en Ruta
- 1 etapa del Giro de Italia Femenino

2018
- Setmana Ciclista Valenciana, más 2 etapas
- Campeonato del Reino Unido Contrarreloj

2019
- 3.ª en el Campeonato del Reino Unido Contrarreloj

## Resultados en Grandes Vueltas y Campeonatos del Mundo
Durante su carrera deportiva ha conseguido los siguientes puestos en las Grandes Vueltas femeninas y en los Campeonatos del Mundo en carretera:
| Carrera         | Carrera         | 2012 | 2013 | 2014  | 2015 | 2016 | 2017 | 2018 | 2019 | 2020 | 2021 | 2022  |
| --------------- | --------------- | ---- | ---- | ----- | ---- | ---- | ---- | ---- | ---- | ---- | ---- | ----- |
|                 | Giro de Italia  | —    | —    | 109.ª | —    | —    | 25.ª | Ab.  | 45.ª | 40.ª | 40.ª | 96.ª  |
|                 | Tour de l'Aude  | X    | X    | X     | X    | X    | X    | X    | X    | X    | X    | X     |
|                 | Tour de Francia | X    | X    | X     | X    | X    | X    | X    | X    | X    | X    | 100.ª |
| Mundial en Ruta | Mundial en Ruta | —    | —    | Ab.   | —    | 76.ª | 14.ª | 45.ª | 62.ª | 36.ª | —    | —     |

—: no participa

Ab: abandono

X: ediciones no celebradas

## Equipos
- Team Ibis Cycles (2012)
- UnitedHealthcare Professional Cycling Team (2014-2015)
- Canyon SRAM Racing (2016-2021)
- Uno-X Pro Cycling Team (2022-)